# Speedpass

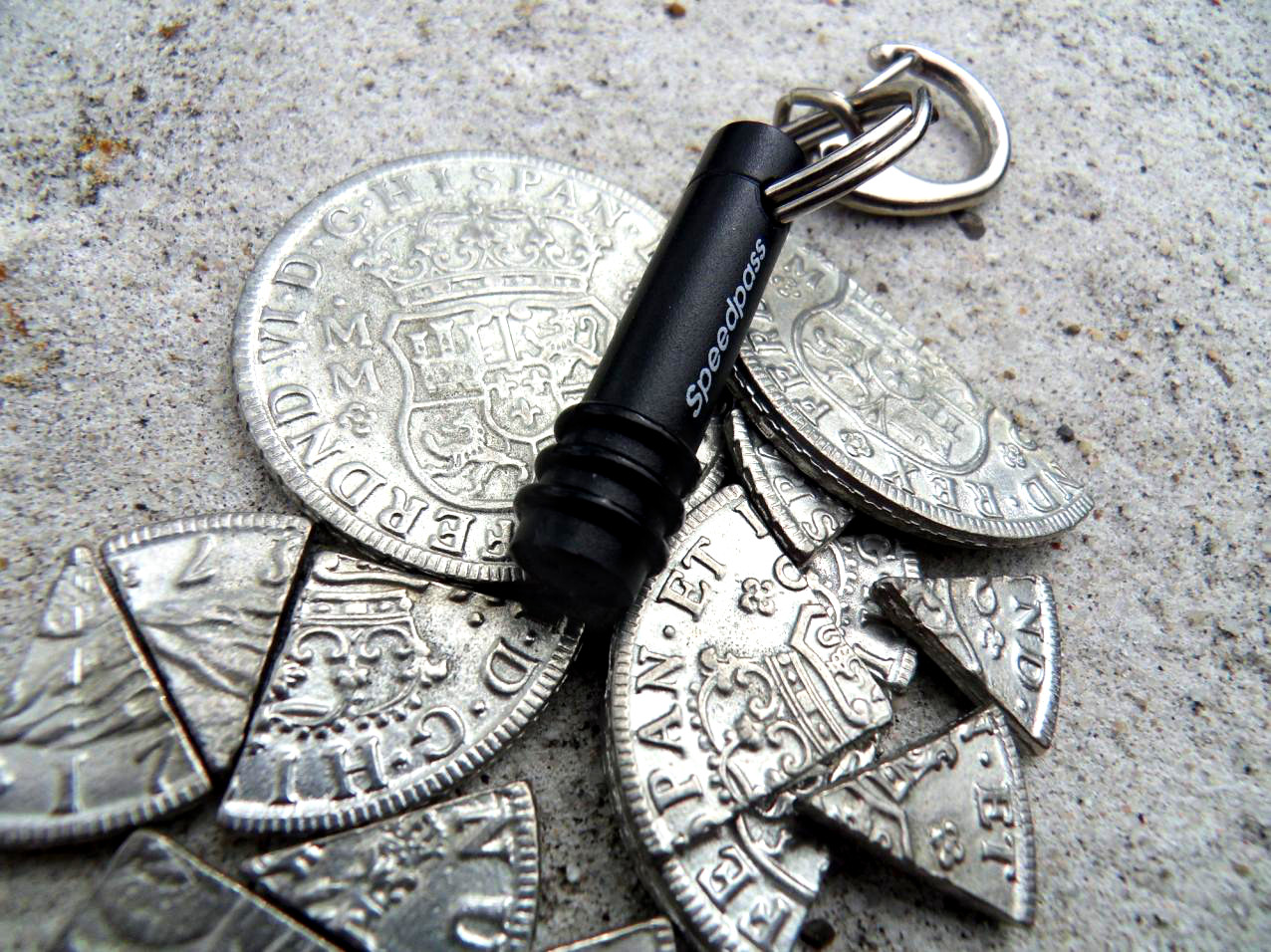
黒い円筒状のものが、Speedpass Key Tag。キーホルダー型になっている。長さは1.5インチ（3.8cm）で、単4乾電池よりも一回り小さい。

Speedpass（スピードパス）とは、エクソンモービルがアメリカ・カナダ・シンガポールに所在するエクソン・エッソ・モービル・XTOエネルギーの各ブランドのセルフ式ガソリンスタンドで導入している非接触型決済サービスである。給油機のリーダーにかざすだけで、すぐに給油を開始できるのが特徴。
日本では、東燃ゼネラル石油（エッソ・モービル・ゼネラル）のセルフ式ガソリンスタンドでの給油と、併設されたコンビニエンスストアなどでの買い物などに使用可能であった。東燃ゼネラル石油を吸収合併したENEOSでは、後継として、EneKeyおよびENEOS nanacoを導入している。

## 概要
アメリカでは1997年にサービス開始。キーホルダー型のSpeedpass Key Tagのほかに、車の窓に貼るバッテリー式のSpeedpass Car Tag、TIMEXの腕時計に組み込まれたSpeedpass watchなどがある。2003年時点では、系列のガソリンスタンド約7,500か所・マクドナルドなど約440か所で利用することができ、利用者数は約600万人。なおSpeedpassは2019年6月20日にサービス終了。2016年にサービスを開始したスマートフォンアプリ型のSpeedpass+への移行を促している。
シンガポールでは1999年にサービス開始。
日本では2003年からエクソンモービル（EMGマーケティング、JXTGエネルギーを経て、現・ENEOS）が、Expressブランドのガソリンスタンドでサービス開始。また腕時計に組み込んだSpeedpass Watch（G-SHOCK GWS-900-4JR）も販売されていた。EMGマーケティングのJXTGエネルギーへの合併に伴うガソリンスタンド再編により、Speedpassは2019年6月に新規受付・再発行を終了。2019年7月からSpeedpassの後継サービスとして新たにEneKey（）が導入された。SpeedpassはENEOSのセルフ式ガソリンスタンドのうち一部では利用できないが、EneKeyはENEOSのセルフ式ガソリンスタンドのほぼ全店（ヤマウチなど、独自システムを使用しているSS以外）で利用が可能な上、2022年下旬には一部旧型POS以外のフルサービス店でも利用可能になった。Speedpass+（QUICPay機能搭載）についても、2019年6月で新規受付・再発行を終了する（発行済のSpeedpass+は2019年7月以降も利用可能）。またSpeedpass+ nanacoの後継として、2019年7月から新たにENEOS nanacoが導入される。EneKeyの導入に伴い、Speedpassのサービスは2020年12月末に終了。

## 特徴
- スタンドによってはSpeedpassで決済すると割引となるなどの特典がある。
- Speedpassを出すだけで、クレジットカードで支払うことができる。ただし1回につき15,000円未満、1日あたり4回までの決済制限がある。
- 任意のクレジットカードと紐づけることができるため、新たにクレジットカードを作る必要がない。
- キーホルダー型であり、携帯が容易。
- 無料で発行でき、年会費も無料。
- テキサス・インスツルメンツのTIRIS RFIDによって無線通信を行う。

## Speedpass+

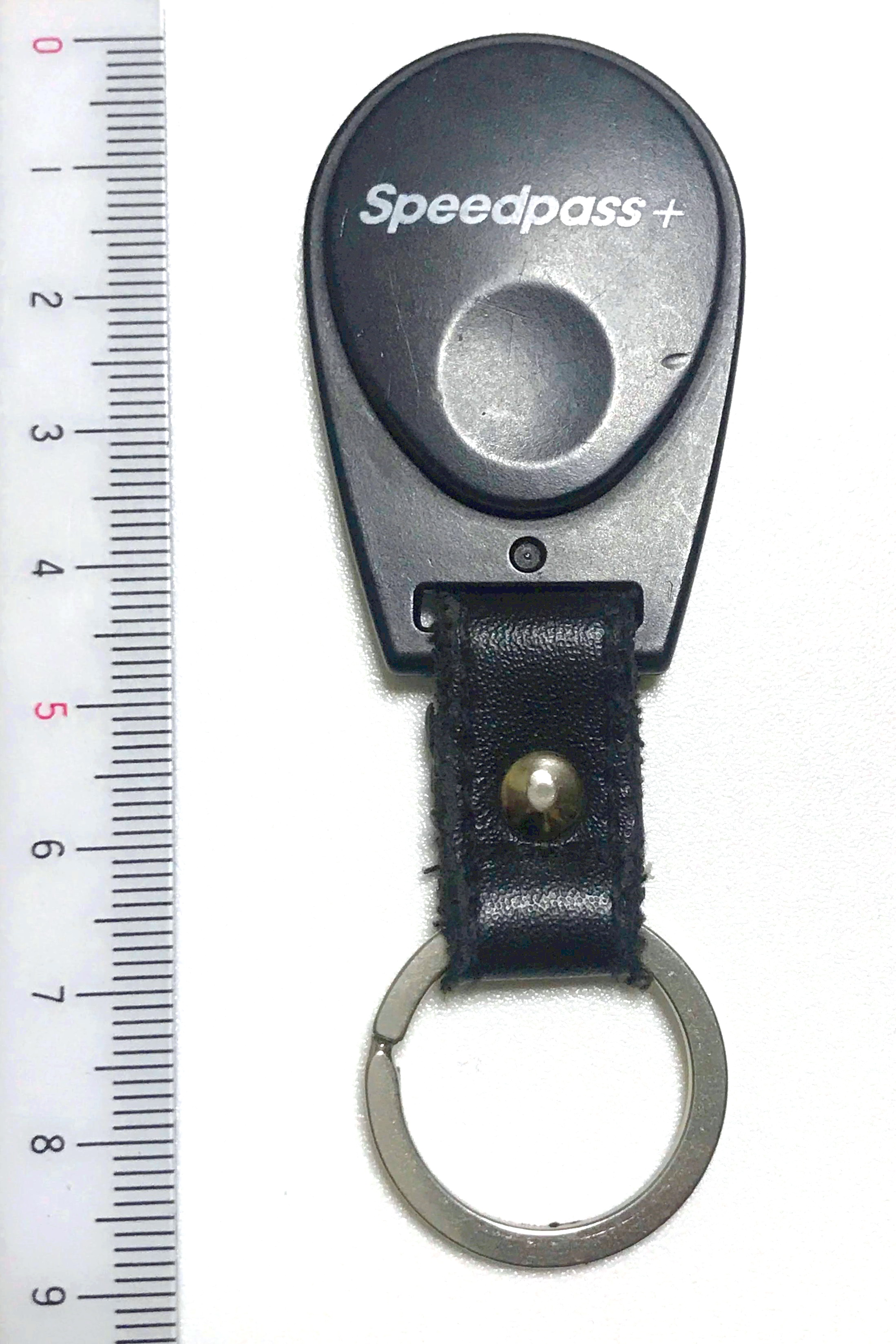
キーホルダー型のSpeedpass+

2012年7月にサービスを開始し、2013年3月から全国展開。アメリカ・カナダのスマートフォンアプリ型のSpeedpass+（2016年サービス開始）とは仕組みが異なる。
2019年6月に新規受付・再発行を終了し、サービスステーションのブランドネームが「ENEOS」に統一される同年7月1日から、新たな非接触決済ツール「EneKey」に移行している。Speedpass と異なりサービス終了時期については発表されていない。

### 特徴
- RFIDタグの代わりにFeliCaが使用されているため、QUICPayとnanacoを搭載することができる。
- nanacoを使うと、プリペイド式電子マネーとして使用することができる。
- QUICPayを使うと、QUICPayに対応する他社のスタンドやコンビニエンスストア・スーパーマーケットなどでも、クレジットカードで支払うことができる。
- Shell EasyPayのように「いつもの給油」（デフォルトの油種・数量）を設定できるようになっている（設定は店舗スタッフにより行う）。

### 対応するクレジットカード
Speedpass plus 開始時より登録可能であったクレジットカード
- エクソンモービル提携のシナジーカード（JCB・三菱UFJニコス発行）
- JCBグループが直接発行する個人向けクレジットカード
- セブン・カードサービスが発行するクレジットカード
- トヨタファイナンスが発行するクレジットカード

後日、登録可能なクレジットカードに追加されたもの
- Yahoo! JAPAN JCBカード（2014年8月1日より追加）[13]
- セディナ発行 OM / OMC 表示あるクレジットカード（2015年11月6日より追加）[14][15]

など